# Askov Kirke
Askov Kirke ligger i Askov tæt vest for Vejen i Sydjylland. Kirkens historie er tæt knyttet til Askov Højskole, som den ligger næsten nabo til. Kirken blev i 1899-1900 bygget som valgmenighedskirke for en valgmenighed, som for en stor del bestod af ansatte ved højskolen. Da valgmenigheden blev opløst i 1972 blev kirken annekskirke i Malt Sogn. I 1986 udskiltes Askov Sogn af Malt Sogn, og kirken blev sognekirke i det nye sogn.
Kirken er tegnet af arkitekten Rolf Schroeder. Den blev indviet den 28. januar 1900. Det er en treskibet kirke i en for tiden karakteristisk blandingsstil, som har både nordiske, romanske og byzantinske træk. Tårnet er på en lidt umotiveret måde bygget ind i det nordvestlige hjørne af midterskibet.
Kirkens inventar er det oprindelige bortset fra den murede prædikestol med evangelistsymboler, som i 1939 afløste en prædikestol af træ. Den smukke alterbordsforside er af maleren og keramikeren Karl Schrøder. Døbefonten i granit er fra kirkens opførelsesår. Kirken blev i 1999 gennemgribende istandsat under ledelse af Alan Havsteen-Mikkelsen.
På kirkegården finder man gravsteder for kirkens præster i valgmenighedstiden, alle Askov Højskoles forstandere, mange af skolens lærere og andre, som har haft tilknytning til Askov Højskole.

## Eksterne kilder og henvisninger
- Askov Kirke på KortTilKirken.dk
- Askov Kirke i bogværket Danmarks Kirker (udg. af Nationalmuseet)

- Wikimedia Commons har flere filer relateret til Askov Kirke